# 340

## Esdeveniments
- Constantinoble esdevé la ciutat més poblada del món sota l'emperador Constanci II.[1]
- Constantí II, emperador de la part occidental de l'Imperi Romà (Britannia, Gàl·lia, Germania i Ibèria), travessa els Alps i ataca l'exèrcit del seu germà Flavi Juli Constant emperador de la part central de l'Imperi Romà (Alt Danubi, Itàlia i Àfrica mitjana). S'enfronten a Aquileia, al nord d'Itàlia. Constantí és assassinat en una emboscada de les tropes de Constant.[2]
- Condemna de l'arrianisme en un sínode romà
- Siunia, Armènia, Andok esdevé el segon nakharar després de la mort del seu germà Valinak Siak
- Geberic, rei dels gots, conquereix el territori dels vàndals a Dàcia

## Naixements
- Priscil·lià d'Àvila, bisbe catòlic i fundador del priscil·lianisme, doctrina considerada herètica per l'església catòlica

## Necrològiques
- Flavi Claudi Constantí, coemperador romà, mort en una emboscada a prop d'Aquileia